# Ефросина (съпруга на Михаил II)
Вижте пояснителната страница за други личности с името Ефросина.
Ефросина е византийска императрица, втора съпруга на император Михаил II.

## Произход и ранни години
Ефросина е дъщеря на византийския император Константин VI и на съпругата му Мария Амнийска. Има една по-малка сестра, наречена Ирина. Родителите на Ефросина се развеждат през 795 г., след което Мария и двете ѝ дъщери са заточени в манастир на Принцовите острови. Константин VI се жени за любовницата си Теодота.

## Императрица на Византия
Ефросина остава в манастира до 823 г. Междувременно на престола се възкачва император Михаил II. Неговата съпруга Текла умира в началото на неговото управление и за да заздрави позициите си във властта, императорът решава да се омъжи за дъщерята на предшественика си Константин VI. За целта Ефросина е върната в императорския двор като нова императрица. Бракът им обаче се оказва безплоден. Михаил II умира на 2 октомври 829 г. и е наследен от Теофил – сина му от предходния брак.
Като втора майка на Теофил Ефросина оказва известно влияние върху шестнадесетгодишния император. Тя организира избор на съпруга за Теофил, като свиква в двореца знатни девойки от цялата империя. Изглежда, че лично Ефросина избира за съпруга на императора Теодора. Скоро след това бившата императрица отново се оттегля в манастир. Продължителят на Теофан Изповедник намеква, че Теофил принудил Ефросина да даде монашеска клетва.
Изборът на Теодора вероятно е продиктуван от факта, че Ефросина споделя религиозните възгледи на снаха си, която по-късно възстановява иконопочитанието в империята.
Ефросина се появява още два пъти в историята след повторното си оттегляне в монашеската обител. След като в Константинопол достигат новините, че Теофил е убит в битка срещу арабите в Мала Азия, онази част от сенаторите, които са против императора, не намират за нужно да проверят истинността на слуховете, преди да изберат негов заместник на престола. Ефросина, която е против този политически ход, изпраща свой пратеник да търси доведения ѝ син, за да го посъветва да се върне незабавно в столицата. Според по-късни арабски и сирийски източници пратеникът прочел писмото ѝ на Теофил, в което пишело: „Ромеите, които се завърнаха, съобщиха, че си мъртъв, и те пожелаха да изберат друг цар; ела бързо.“ Теофил се завърнал.
Свети Михаил Синкел съобщава, че Ефросина му доставила храна, вода и дрехи по време на затворничеството му през 836 г.